# Grad Radboud

Grad Medemblik ali Radboud se nahaja na vzhodni strani pristanišča mesta Medemblik v Severni Holandiji. Grad sega v leto 1288.
Grad Medemblik je eden od mnogih gradov v provinci Severna Holandija, ki so bili delno zgrajeni v imenu Florisa V. Grad je bil tako imenovana trdnjava, ker Floris ni želel le zgraditi pregrade proti pogostim vpadom Frizijcev na njegovo območje, ampak tudi imeti oporne točke, s katerih bi lahko držal pod palcem na novo podjarmljene Zahodne Frizijce. Grad Medemblik se imenuje tudi grad Radboud, ker je po legendi nastal na temeljih gradu frizijskega kralja Radbouda, ki je imel po Delilni kroniki (1517) Kornelija Avrelija svojo kraljevsko rezidenco v Medembliku.
Prvotno je imel grad na splošno enak tloris kot Muiderslot. Obstala sta dva stanovanjska trakta, dva kvadratna stolpa in okrogel vogalni stolp. Ostalo je skozi stoletja izginilo, vidne so le konture.
Leta 1517 so grad že drugič oblegale frizijske uporniške vojske Wijerda Jelckame in Piera Gerlofsa Donie, ki je bil bolj znan kot 'Grutte Pier'.
Po letu 1578 je bilo zgrajeno mestno obzidje in grad je izgubil funkcijo obrambne strukture in zatočišča.  V gradu ni nikoli živela nobena plemiška družina. Obnove so potekale od 1890 do 1897 pod nadzorom PJH Cuypers . Grad Radboud je bil v lasti nizozemske države od leta 1889 do 15. januarja 2016 in je takrat spadal pod vladno agencijo za gradnjo. Spomenik je bil 15. januarja 2016 prenesen na Organizacijo za nacionalne spomenike .
Znana Rembrandtova slika Nočna straža je bila 4. septembra 1939 začasno prepeljana na varno semkaj, preden so jo maja 1940 preselili v bunker v sipinah blizu Castricuma.

## Galerija
- Grad Radboud
- Pogled od strani z vodnim jarkom
- Risba gradu iz leta 1660; avtor Joan Blaeu, 1649